# 双斑豆娘鱼
双斑豆娘鱼（学名：Abudefduf biocellatus）为雀鲷科豆娘鱼属的鱼类。分布于红海、印度洋非洲东岸至太平洋中部、北至日本、台湾岛以及西沙群岛、南沙群岛、海南岛等。该物种的模式产地在关岛。